# Wéstern rojo
El Western rojo o Eastern (también conocido como Borscht Western) fue la réplica de la Unión Soviética y los países del bloque del Este al género estadounidense del Western.
Tomó generalmente dos formas:
1. Westerns rojos propiamente dichos, ambientados en el Salvaje Oeste norteamericano, tales como Joe Cola-Loca (Checoslovaquia, 1964), la alemana del Este Los hijos de Gran Oso (1966), El petróleo, el bebé y los transilvanos (Rumanía, 1981), o El hombre del boulevard de los Capuchinos (Unión Soviética, 1987), tratando diferentes temas. Esta fue la forma más común en los países del bloque del este, más que en la misma URSS.

1. Osterns, ambientados habitualmente en las estepas o en las regiones asiáticas de la antigua URSS, especialmente durante la Revolución rusa de 1917 o en la posterior guerra civil rusa. Algunos ejemplos son: Las millas ardientes (1957), En el hogar entre extraños  (1971) y la bastante famosa Sol blanco del desierto (1969). Mientras que algunos de ellos están obviamente influenciados por el western, en otros casos sólo puede hablarse de cierto paralelismo inintencionado.

Muchas de estas películas contienen mensajes políticos, aunque pueden también verse como películas de acción o comedia.
- Datos: Q268854